# Victor de Tornaco
Il barone Victor de Tornaco (Sterpenich, 5 luglio 1805 – Voordt, 26 settembre 1875) è stato un politico lussemburghese.
È stato Primo Ministro del Lussemburgo dal 26 settembre 1860 al 3 dicembre 1867.

## Biografia
Victor de Tornaco nacque al castello di Sterpenich il 5 luglio 1805, figlio del barone Charles Auguste de Tornaco e di sua moglie, Elisabeth de-Berlo Suys.
Dopo aver compiuto gli studi all'École polytechnique di Parigi, durante la rivoluzione belga si schierò con gli orangisti a sostegno di Guglielmo I dei Paesi Bassi e, dopo la proclamazione della costituzione lussemburghese, nel 1841 venne eletto all'Assemblea degli Stati ove rimase sino al 1848. Nel 1848 venne eletto deputato per la costituente di Esch-sur-Alzette rimanendo in carica sino al 1856 quando tornò ad essere membro dell'Assemblea degli Stati.
Il 26 settembre 1860 venne eletto quale Primo Ministro del Granducato di Lussemburgo, ricoprendo nel contempo le cariche di ministro degli affari esteri e del lavoro, rimanendo in carica sino al 3 dicembre 1867 quando venne costretto a dimettersi dall'apertura della Crisi lussemburghese e dalla successiva firma del Trattato di Londra.
Morì a Voordt il 26 settembre 1875.